# Bassissima tensione

Simbolo classe di protezione III

La dicitura "bassissima tensione" (indicata con la sigla ELV, dall'inglese Extra-Low Voltage) o campo di tensione I (tensione ridotta) è utilizzata per segnalare un circuito o un conduttore percorso da una corrente elettrica con un potenziale abbastanza basso da non poter generalmente arrecare danni a cose o a persone, nemmeno in caso di guasto. Nella normativa IEC vengono definiti come "a bassissima tensione" tutti quei circuiti elettrici operanti con tensione di alimentazione (tra la fase e la terra) inferiore a 50 V in regime alternato (anche Vca, VAC o Vrms - da root mean square, radice della media dei quadrati), o inferiore a 120 V in regime continuo.

## Classificazione
- Un impianto ELV con una corrente minore o uguale a 2 A è definito impianto a bassissima tensione e corrente debole.
- Un impianto ELV con una corrente maggiore di 2 A è definito impianto a bassissima tensione e corrente forte.
L'alimentazione deve essere ottenuta mediante le sorgenti di sicurezza:
- trasformatore di sicurezza;
- sorgenti elettrochimiche (batterie);
- gruppi elettrogeni con adeguato isolamento.

I sistemi elettrici a bassissima tensione possono essere classificati in SELV, PELV e FELV:
- SELV (safety extra-low voltage): circuito isolato da un trasformatore e sicuro in ogni condizione, anche in caso di guasto a terra.
- PELV (protected extra-low voltage): circuito isolato e in sicurezza anche in caso di guasto, ad eccezione di una dispersione esterna a terra.
- FELV (functional extra-low voltage): qualsiasi circuito operante nel campo della ELV non conforme agli standard precedentemente elencati.

### Classe di protezione III
Nel caso della bassissima tensione, non è prevista generalmente alcuna protezione contro il contatto elettrico indiretto. La protezione consiste solamente nella limitazione della tensione ai valori della tensione bassissima ELV. I mezzi di servizio della classe di protezione III devono essere quindi impiegati soltanto con tensioni che siano conformi alle esigenze richieste per le tensioni bassissime (SELV e PELV).

## Applicazioni

### Variante 1
La tensione è limitata per motivi funzionali (impianti di telecomunicazione, impianti di segnalazione, impianti di suoneria, circuiti di comando).

### Variante 2
La protezione contro la scarica elettrica è assicurata dal valore di tensione.

#### Normativa riguardo alla protezione delle persone
Le installazioni devono essere realizzate e disposte in modo che non possano stabilirsi pericolose correnti di contatto, in particolare nelle parti di impianto che devono essere manovrate, anche nel caso si verifichi un cedimento dell'isolamento d'esercizio (protezione di base).
Questo principio è soddisfatto se la tensione di servizio o nominale {\displaystyle U_{N}} corrisponde alla bassissima tensione. Per motivi funzionali, non sempre la tensione nominale può corrispondere alla bassissima tensione: in questi casi, negli impianti con tensione di esercizio maggiore della bassissima tensione, è escluso un contatto con parti conduttive dalla protezione di base e inoltre devono essere rispettate delle condizioni, per esempio:
Negli impianti a bassa tensione la tensione di contatto {\displaystyle U_{B}} è la tensione che si può presentare tra parti contemporaneamente accessibili durante un guasto all'isolamento. Si distingue tra:
- tensione di contatto prospettiva (prevedibile) quale massima tensione di contatto in caso di guasti con impedenza trascurabile, se non viene influenzata da persone o animali. Dipende dal punto in cui si è verificato il guasto, dal comportamento dell'impedenza tra il conduttore polare e il conduttore PE o PEN e dalla tensione del sistema;
- tensione di contatto massima consentita {\displaystyle U_{L}} ≤ a 50 V corrente alternata o ≤ 120 V corrente continua (bassissima tensione).

simbolo per trasformatore di separazione

## SELV
La bassissima tensione di sicurezza (SELV, dall'inglese Safety Extra Low-Voltage) si riferisce a una tensione che non supera i valori limite per la bassissima tensione (ELV) in condizioni normali e di guasto singolo, anche in presenza di guasto a terra in altri circuiti di corrente. Si tratta di un circuito con separazione sicura (classe di protezione III).

### Relazione con la terra
Circuito di corrente non messo a terra: i corpi non devono essere collegati a terra o con un altro mezzo di servizio messo a terra.

### Applicazioni
Trasformatore di suoneria, trasformatore per giocattoli, lampade alogene a tensione ridotta.

### Esigenze speciali
SELV è progettato per circuiti di corrente a bassissima tensione senza collegamenti a terra. In luoghi dove la bassissima tensione è l'unica misura di protezione, la tensione nominale 25 V corrente alternata e 50 V corrente continua (senza armoniche superiori) non deve essere superata. (Es. collegamenti nudi negli accumulatori o conduttori nudi per lampade a bassissima tensione).

## PELV
La bassissima tensione di protezione (PELV, dall'inglese Protection Extra-Low Voltage) è una tensione che non supera i valori limite per la bassissima tensione (ELV) in condizioni normali e di guasto singolo esclusi i guasti a terra in altri circuiti di corrente. Si tratta di un circuito con separazione sicura (classe di protezione III).

### Relazione con la terra
È ammesso collegare a terra il circuito di corrente mentre per protezione i corpi dovrebbero essere collegati alla terra.

### Applicazioni
Circuiti di comando a tensione ridotta collegati con la rete e comandi macchina.

### Esigenze speciali
PELV sono circuiti di corrente a bassissima tensione eventualmente messi a terra. Corpi di mezzi di servizio, alimentati in tensione bassissima di protezione possono essere messi a terra. Senza questo accorgimento potrebbero sorgere problemi di commutazione in caso di guasto. In un circuito non collegato a terra con un contatto sul secondario aperto un eventuale guasto non fa scattare la sicurezza. Nel caso di un doppio cortocircuito sulla carcassa metallica dell'apparecchio vi è pericolo di non poter disinserire l'utilizzatore.

## FELV
La bassissima tensione funzionale (FELV, dall'inglese Functional Extra-Low Voltage) è un sistema elettrico nel quale può esistere un collegamento conduttivo con reti con tensioni di dimensionamento maggiore. Sebbene siano presenti tensioni nominali rientranti nella definizione bassissima tensione, in questi sistemi non è garantito l'isolamento di sicurezza poiché il circuito di corrente è senza separazione sicura, cioè senza isolamento rinforzato fra le bobine).

### Relazione con la terra
È ammesso collegare a terra il circuito di corrente, mentre i corpi devono essere collegati con il conduttore di protezione.

### Applicazioni
L'impiego di sistemi FELV si ha laddove siano necessarie bassissime tensioni per motivi funzionali ma non sia previsto il contatto diretto da parte dell'uomo (es. resistenze di riscaldamento, autotrasformatore, trasformatore di comando, servosistemi).

### Esigenze speciali
FELV sono circuiti di corrente a bassissima tensione senza separazione sicura dalla rete. Senza una separazione sicura da tensioni > 25 V in corrente alternata o >60 V in corrente continua, bisogna utilizzare la protezione di base e la protezione contro il guasto (protezione dal contatto indiretto).
- Protezione di base: coperture fisse e involucri IP 2X e IP 4X (orizzontale);
- Protezione contro il guasto: collegamento al conduttore di protezione o collegamento a equipotenziale.

## Disposizione dei circuiti di corrente
Quando impianti a bassissima tensione si incontrano con impianti con tensioni maggiori bisogna osservare le seguenti condizioni:
- conduttori nudi e isolati devono essere distanziati in modo sicuro gli uni dagli altri;
- questo distanziamento non è necessario, se l'impianto a bassissima tensione è isolato per la tensione massima dell'altro circuito con tensione maggiore e forma con esso un'apparecchiatura combinata;
- I conduttori isolati possono essere introdotti negli stessi tubi o posati sotto la stessa guaina di protezione se si garantisce che siano distinti con chiari contrassegni.

I circuiti SELV e PELV devono essere separati l'uno dall'altro e dai circuiti FELV, attraverso una separazione sicura con le seguenti misure:
- Disposizione separata dei conduttori;
- Guaina non metallica supplementare sopra l'isolamento base;
- Separazione con una schermatura metallica messa a terra;
- Posa appropriata dei dispositivi di innesto (prese), poiché lo scambio della presa in altri circuiti di corrente deve essere impedito (ad esempio prese CE senza contatto di protezione per apparecchi a bassissima tensione 2 poli senza nasello U da 20 a 25 V, prese polarizzate).

## Sorgenti di tensione per SELV e PELV
- Trasformatore di separazione;
- Un'altra sorgente di corrente, ad esempio un gruppo elettrogeno, che soddisfi lo stesso grado del trasformatore di separazione;
- Una sorgente elettrochimica (ad esempio una batteria o un accumulatore);
- Determinati dispositivi elettronici che offrono lo stesso grado di sicurezza di un trasformatore di separazione;
- Con un convertitore (composto da un motore allacciato alla rete accoppiato con un generatore e separati fra di loro con un doppio isolamento);
- Generatore diesel;
- Celle fotovoltaiche.